# Arignot
Arignot (grec antic: Αρίγνωτος, llatí: Arignotus) va ser un filòsof pitagòric grec que va viure al temps de Llucià, conegut per la seva saviesa, per la qual va rebre el sobrenom de ἱερός ('sagrat, extraordinari').